# Фрингилья Виго
Фрингилья Виго (пол. Fringilla Vigo) — персонаж литературного цикла «Ведьмак» польского писателя Анджея Сапковского и американского телесериала «Ведьмак», первый сезон которого вышел в 2019 году, чародейка.

## История персонажа
В книгах Анджея Сапковского Фрингилья Виго — молодая чародейка из Нильфгаарда, родственница княгини Туссента, лучшая подруга Ассирэ вар Анагыд, приглашенная ею в Ложу Чародеек, организованную Филиппой Эйльхарт. Она выделяется своими черными короткими волосами и изумрудными глазами; в литературоведении существует мнение, что это нарочитая противоположность стереотипному образу мерзкой старой ведьмы (например, Бабы Яги). Во время пребывания Геральта в Туссенте Фрингилья соблазнила и удерживала его по заданию Ложи. Она пыталась выяснить у Геральта, где находится Вильгефорц, но была им обманута.
По игровой версии Фрингилью за участие в действиях Ложи Чародеек пленили нильфгаардские войска. Позже Геральт освободил её, чтобы получить помощь в битве против Дикой Охоты.
В американском сериале «Ведьмак», первый сезон которого вышел на экраны в декабре 2019 года, Фрингилью Виго сыграла Мими Дивени. Это темнокожая актриса зимбабвийского происхождения, и такой выбор не всем показался обоснованным. Существует расхожее мнение, будто в книгах нет описания цвета кожи Фрингильи, однако в книге «Владычица озера» говорится, что Фрингилья на заседании ложи была «бледной, как смерть». Критики обращают внимание и на эпизод, в котором Геральт случайно назвал Фрингилью именем Йеннифэр (это может показывать, что две женщины обладали однотипной внешностью). Критикуют сериальную Фрингилью и из-за неэстетичных нарядов (впрочем, это было исправлено во втором сезоне).
Создатели сериала сделали Фрингилью создательницей мощи Нильфгаарда. Она практикует запретную магию. Врагами Фрингильи оказываются маги, которых играют актёры европейского или индийского происхождения, так что здесь можно увидеть межрасовый конфликт и завуалированное изображение реальных событий начала XXI века; некоторые литературоведы видят в описании войн Нильфгаарда с нордлингами чёткие параллели с двумя мировыми войнами. В сериале подчёркивается, что Фрингилья будет сражаться за Нильфгаард до конца.
Шоураннер сериала Лорен Шмидт Хиссрик была намерена, по её словам, уделить Фрингилье больше внимания во втором сезоне сериала. «С нетерпением жду, — написала она, — когда я смогу углубиться в истории Кагыра и Фрингильи во втором сезоне… Кто они такие, почему для них так важен Нильфгаард и что их ждёт дальше. Это одна из моих любимых частей продолжения „Ведьмака“». Фрингилья действительно оказалась одним из центральных персонажей второго сезона (она играет даже более важную роль, чем Йеннифэр), но этот ход сценаристов встретил неоднозначную реакцию. В частности, прозвучало мнение, что данная сюжетная линия искусственно раздута «только для демонстрации сильных женщин, способных забрать власть у мужчин». В целом сериальный образ Фрингильи ещё дальше отошёл от книжного.